# Georg Simon Ohm
Georg Simon Ohm (Erlangen, Baviera; 16 de marzo de 1789 - Múnich, 6 de julio de 1854) fue un físico y matemático  alemán que aportó a la teoría de la electricidad la ley de Ohm. Conocido principalmente por su investigación sobre las corrientes eléctricas, estudió la relación que existe entre la intensidad de una corriente eléctrica, su fuerza electromotriz y la resistencia, formulando en 1827 la ley que lleva su nombre que establece que I = V/R (donde I es intensidad de la corriente, V el voltaje y R la resistencia). También se interesó por la acústica, la polarización de las pilas y las interferencias luminosas. La unidad de resistencia eléctrica, el ohmio, recibe este nombre en su honor. Terminó ocupando el puesto de conservador del gabinete de Física de la Academia de Ciencias de Baviera. Fue hijo de un herrero, alternó en los años de la adolescencia el trabajo con los estudios, en los que demostró preferencia por los de carácter científico. En 1803 empezó a asistir a la Universidad de Erlangen, donde hizo rápidos progresos. En 1827 publicó el libro El circuito galvánico tratado matemáticamente, en el que introdujo el concepto de resistencia eléctrica.

### Descubrimientos
Usando los resultados de sus experimentos; Ohm fue capaz de definir la relación fundamental entre tensión eléctrica, corriente y resistencia. Lo que ahora se conoce como la ley de Ohm apareció en su obra más famosa, un libro publicado en 1827 que dio a su teoría completa de la electricidad.
La ecuación I = V/R se conoce como ley de Ohm. Se afirma que la cantidad de corriente constante a través de un material es directamente proporcional a la tensión a través del material dividido por la resistencia eléctrica del material. El ohmio (Ω), una unidad de resistencia eléctrica, es igual a la de un conductor en el cual una corriente (I) de un amperio (1 A) es producida por un potencial de un voltio (1 V) a través de sus terminales. Estas relaciones fundamentales representan el verdadero comienzo de análisis de circuitos eléctricos.
La corriente circula por un circuito eléctrico de acuerdo con varias leyes definidas. La ley básica del flujo de corriente es la ley de Ohm. La ley de Ohm establece que la cantidad de corriente que fluye en un circuito formado por resistencias solo se relaciona con la tensión en el circuito y la resistencia total del circuito. La ley se expresa generalmente por la fórmula V = (I)(R) (descrito en el párrafo anterior), donde I es la corriente en amperios, V es el voltaje (en voltios), y R es la resistencia en ohmios.
El ohmio, la unidad de resistencia eléctrica, es igual a la de un conductor en el cual se produce una corriente de un amperio por un potencial de un voltio a través de sus terminales; así, años antes de que Ohm enunciara su ley, otros científicos habían realizado experimentos con la corriente eléctrica y la tensión. Destaca el caso del británico Henry Cavendish, que experimentó con la botella de Leyden en 1781 pero no llegó a publicar sus conclusiones, ni se conocieron hasta que las publicó casi 100 años después, en 1879, James Clerk Maxwell.

## Biografía
Nació en 1789 en el seno de una pequeña familia protestante en Erlangen, Baviera (en esa época, parte del Sacro Imperio Romano Germánico). Su padre, Johann Wolfgang Ohm, era cerrajero y su madre fue Maria Elizabeth Beck. A pesar de no ser gente educada, su padre era un autodidacta y les dio a sus hijos una excelente educación a partir de sus propias enseñanzas.
Ohm perteneció a una familia numerosa,y como era normal en aquellos tiempos, muchos de sus hermanos murieron durante la infancia; de los siete hijos que el matrimonio Ohm trajo al mundo solo sobrevivieron tres: Georg Simon, su hermana Elizabeth Barbara y su hermano Martin, el cual llegó a ser un conocido matemático.
A la edad de 16 años concurrió a la Universidad de Erlangen, donde aparentemente se desinteresó por sus estudios después de tres semestres, considerando que estaba desaprovechando su tiempo, y por presión de su padre. Ohm fue enviado a Suiza, donde en septiembre de 1806 obtuvo una plaza de maestro de matemáticas en el monasterio de Gottstatt, cerca de Nidau.
Aconsejado por su colega Karl Christian von Langsdorf —al que había conocido durante su estancia en la universidad— de que leyera los trabajos de Euler, Laplace y Lacroix, prosiguió sus estudios sobre matemáticas hasta abril de 1811, cuando decidió volver a Erlangen. Allí recibió el doctorado el 25 de octubre de ese mismo año e inmediatamente ingresó en el plantel de la universidad.
Después de tres semestres decidió dejar su puesto de profesor de matemáticas en la universidad, al llegar a la conclusión de que no podía mejorar su estatus en Erlangen, ya que vivía en condiciones pobres y no veía un futuro ahí. Su suerte no cambió y el gobierno bávaro le ofreció un puesto de profesor en una escuela de baja reputación en Bamberg, trabajo que aceptó en enero de 1813. Tres años más tarde, tras el cierre del colegio, fue enviado a otra escuela de Bamberg, que necesitaba ayuda en enseñanzas de matemáticas y física. Durante todo ese tiempo, Ohm mostraba un visible descontento con su trabajo, ya que no era la carrera brillante que había esperado para sí mismo: se consideraba más que solamente un maestro.
El 11 de septiembre de 1817 recibió una gran oportunidad como maestro de matemáticas y física en el Liceo Jesuita de Colonia, una escuela mejor que cualquier otra en la que Ohm hubiera podido enseñar, puesto que incluso contaba con su propio y bien equipado laboratorio de física. Una vez instalado allí, Ohm prosiguió sus estudios en matemáticas, leyendo los trabajos de destacados matemáticos franceses de la época, como Laplace, Lagrange, Legendre, Biot y Poisson, así como los de Fourier y Fresnel. Prosiguió más tarde con trabajos experimentales en el laboratorio de física del colegio, después de tener noticia del descubrimiento del electromagnetismo por Oersted en 1820.
En 1825 comenzó a publicar los resultados de sus experimentos sobre mediciones de corriente y tensiones, en el que destacaba la disminución de la fuerza electromagnética que pasa por un cable a medida que este era más largo. Siguió publicando sus trabajos, hasta que —ya convencido de su descubrimiento— publicó en 1827 Die galvanische Kette, mathematisch bearbeitet (El circuito galvánico investigado matemáticamente), libro en el que expone toda su teoría sobre la electricidad. Su contribución más destacable fue el planteamiento de una relación fundamental, llamada en la actualidad ley de Ohm. Esa misma ecuación había sido descubierta 46 años antes por el inglés Henry Cavendish; pero el carácter semiermitaño de este había impedido su difusión. Respecto al libro, cabe destacar que comienza enseñando las bases de la matemática, con el propósito de que el lector entienda el resto del libro. En la época incluso los mejores físicos alemanes carecían de una base matemática apropiada para la comprensión del trabajo, razón por la cual no llegó a convencer totalmente a los más veteranos físicos alemanes, quienes no creían que el acercamiento matemático a la física fuese el más adecuado, por lo que criticaron y ridiculizaron su trabajo.
El investigador Thomas Archibald ha presentado un estudio del marco conceptual utilizado por Ohm para producir la ley de Ohm. El trabajo de Ohm marcó el comienzo temprano del tema de la teoría de circuitos, aunque este no se convirtió en un campo importante hasta finales de siglo.
Hasta el año 1825 Ohm no empezó a publicar sus trabajos, estando en el Liceo Jesuita de Baviera, donde le permitieron alejarse de la enseñanza durante un año, a fin de que prosiguiera con sus descubrimientos. En agosto de 1826, recibió la no muy generosa suma de la mitad de su salario, para pasar el año en Berlín, trabajando en sus publicaciones. Ohm pensó que con la publicación de su trabajo se le ofrecería un mejor puesto en una universidad antes de volver a Colonia, pero en septiembre de 1827 el tiempo se le acababa y no obtenía mejores ofertas. Sintiéndose menoscabado, Ohm decidió quedarse en Berlín, y en marzo de 1828 renunció a su puesto en Colonia.
Trabajó temporalmente en diversos colegios de Berlín y en 1833 acepta una plaza en la Universidad de Núremberg, donde le fue otorgado el título de profesor; no obstante, aún no había logrado un puesto acorde a los que creía ser sus merecimientos.
En 1841, su labor fue reconocida por la Royal Society y le fue adjudicada la Medalla Copley;  al año siguiente fue incorporado como miembro foráneo de la Sociedad. Lo mismo hicieron varias academias, entre ellas las de Turín y Berlín, que lo nombraron miembro electo. En 1845 era ya miembro activo y formal de la Bayerische Akademie.
Más allá de sus investigaciones sobre electricidad, en 1843 anunció el principio fundamental de la acústica fisiológica, debido a su preocupación por el modo en que se escuchan las combinaciones de tonos:

Al estar expuestos a un sonido complejo creado al mezclar varios tonos, los individuos son capaces de escuchar por separado cada tono.
Harvey Schiffman (2001)

La ley acústica de Ohm establecía que el oído percibe un sonido musical como un conjunto de varios tonos constituyentes armónicos puros. Es bien sabido que esto no es del todo cierto.
Las hipótesis de Ohm no tenían una base matemática lo suficientemente sólida, y la breve vida de su hipótesis acabó en una disputa con el físico August Seebeck, quien desacreditó su teoría. Finalmente, Ohm reconoció sus errores.
En 1849 Ohm aceptó un puesto en Múnich como conservador del gabinete de Física de la Bayerische Akademie y dictó numerosas conferencias en la Universidad de Múnich. En 1852 alcanzó la ambición de toda su vida: fue designado profesor titular de la cátedra de física de la Universidad de Múnich.
Georg Simon Ohm falleció el 6 de julio de 1854 en Múnich, Baviera, actual Alemania. Está sepultado en el cementerio Alter Südfriedhof, de la misma ciudad.

## Estudios y publicaciones
Su primer artículo, de 1825, examina la disminución de la fuerza electromagnética producida por un hilo a medida que aumenta su longitud. En 1826, presentó una descripción de la conducción en circuitos basada en el estudio de Fourier sobre la conducción del calor. Este trabajo continuó la deducción de resultados de Ohm a partir de pruebas experimentales y, sobre todo en el segundo, pudo proponer leyes que explicaban en gran medida los resultados de otros que trabajaban sobre la electricidad galvánica. El más importante fue su folleto publicado en Berlín en 1827, con el título Die galvanische Kette mathematisch bearbeitet. Este trabajo, cuyo germen había aparecido durante los dos años anteriores en las revistas de Schweigger y Poggendorff, ha ejercido una importante influencia en el desarrollo de la teoría y las aplicaciones de la corriente eléctrica. El nombre de Ohm se ha incorporado a la terminología de la ciencia eléctrica en la Ley de Ohm (que publicó por primera vez en Die galvanische Kette...), la proporcionalidad de la corriente y la tensión en una resistencia, y se ha adoptado como unidad SI de resistencia, el ohmio (símbolo Ω).
Aunque el trabajo de Ohm influyó notablemente en la teoría, al principio fue recibido con poco entusiasmo. Sin embargo, su trabajo fue finalmente reconocido por la Royal Society con la concesión de la Medalla Copley en 1841. Se convirtió en miembro extranjero de la Royal Society en 1842, y en 1845 pasó a ser miembro de pleno derecho de la Academia Bávara de Ciencias y Humanidades. En cierta medida, Charles Wheatstone llamó la atención sobre las definiciones que Ohm había introducido en el campo de la física

### Obras
- Grundlinien zu einer zweckmäßigen Behandlung der Geometrie als höheren Bildungsmittels an vorbereitenden Lehranstalten [Directrices para un tratamiento adecuado de la geometría en la educación superior en los institutos preparatorios] (en alemán). Palm und Enke. 1817 – via Google Books. https://books.google.com/books?id=DAZkAAAAcAAJ
- Die galvanische Kette : mathematisch bearbeitet (El circuito galvánico investigado matemáticamente) (en alemán). Berlin: T.H. Riemann. 1827 – via Google Books.https://books.google.com/books?id=wBtkAAAAcAAJ
  - traducción en inglés: The Galvanic circuit investigated mathematically. Traducido por Francis, William. New York: D. Van Nostrand Company. 1891 – via Google Books https://books.google.be/books?id=M6I3AAAAMAAJ&redir_esc=y
- Beiträge zur Molecular-Physik. Erster Band. Elemente der analytischen Geometrie im Raume am schiefwinkligen Coordinatensysteme [Contribuciones a la física molecular. Primer volumen. Elementos de geometría analítica relacionados con el sistema de coordenadas oblicuas.] (en alemán). Nürnberg: Schrag. 1849 – via Internet Archive. https://archive.org/details/elementederanal00ohmgoog
- Erklärung aller in einaxigen Krystallplatten zwischen geradlinig polarisirstem Lichte wahrnehmbaren Interferenz-Erscheinungen in mathematischer Form mitgetheilt (en alemán) (Todos los fenómenos de interferencia perceptibles en placas de cristal uniaxiales entre luz polarizada rectilínea se explican en forma matemática). München: k. bayr. Akademie der Wissenschaften.
  - Erste Hälfte [Primera mitad], 1852 — via Munich Digitization Center https://www.digitale-sammlungen.de/en/view/bsb10058628?page=,1
  - Zweite Hälfte [Segunda mitad], 1853 — via Google Books https://books.google.com/books?id=-J8_AAAAcAAJ
- Grundzüge der Physik als Compendium zu seinen Vorlesungen [Fundamentos de física: compendio de conferencias.]. Nürnberg: Schrag.
  - Erste Abtheilung, Allgemeine Physik [Volumen 1 Física General], 1854 — via Google Books https://books.google.com/books?id=KusGAAAAcAAJ
  - Zweite Abtheilung, Besondere Physik [Volumen 2 Física especial], 1854 — via Google Books https://books.google.com/books?id=OesGAAAAcAAJ
- (en alemán) Bibliografía y ficheros PDF de todos los artículos y libros de Georg Ohm

## Eponimia

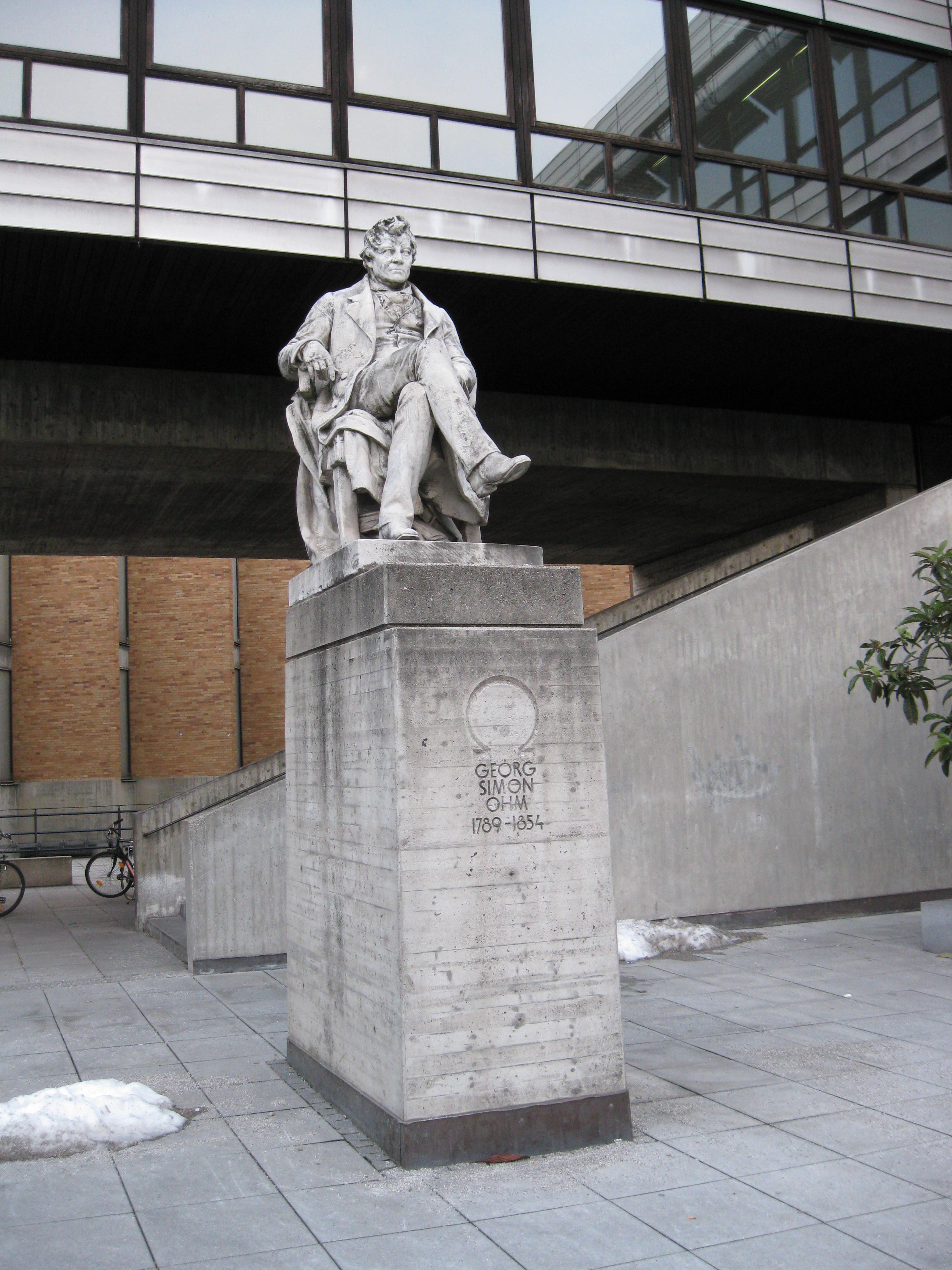
Monumento conmemorativo a Ohm (por Wilhelm von Rümann) en la Universidad Técnica de Munich, Campus Theresienstrasse.

- La Ley de Ohm y la unidad de resistencia eléctrica, el ohmio.
- El cráter lunar Ohm, que lleva este nombre en su memoria.[12]
- El asteroide (24750) Ohm también conmemora su nombre.[13]